# Jean Michiels
Jean Lambert Michiels, ook Michiels-Loos, (Antwerpen, 2 februari 1797 - 28 september 1868) was een Belgisch reder, handelaar en liberaal politicus.

## Levensloop
Michiels was een zoon van Willem Michiels en van Marie Van Laecken. Hij trouwde met Joséphine Loos. Hij was de schoonbroer van Jean Loos en de schoonvader van François Dhanis.
Hij was reder en handelaar, directeur van de rederij 'Michiels-Loos' en stichter van een maritieme comptoir in Havana (Cuba). Voorts was hij medestichter van de Société Belge de Bateaux à Vapeur transatlantiques en van het Industrieel en Handelsvennootschap van Antwerpen, bestuurder van de Société Belge de Bateaux à Vapeur entre la Belgique et l'Amérique du Sud en lid van het discontokantoor in Antwerpen en censor van de Nationale Bank van België. Tevens was hij voorzitter van de rechtbank van koophandel in Antwerpen, ondervoorzitter van de 'Hulp- en Voorzorgskas voor matrozen varende onder Belgisch paviljoen' en van het directiecomité van de 'Commissie voor Transatlantische Vaart'.
In 1851 werd hij liberaal senator voor het arrondissement Antwerpen en vervulde dit mandaat tot in 1867.